# يزن ثلجي
يزن محمد يوسف ثلجي (ولد في 3 سبتمبر 1993 في عمان، الأردن) لاعب كرة قدم دولي أردني يجيد اللعب في مركز الجناح الأيمن كما يجيد اللعب في مركز الجناح الأيسر. من دون نادي حاليا.

## المسيرة الرياضية

### الأندية
بدأ ثلجي مسيرته الرياضية في الفئات العمرية في الوحدات ثم شباب الأردن. في 1 يوليو 2013 انتقل إلى شباب الحسين في الدرجة الأولى. في موسمه الأول 2013-2014 وفي بطولة دوري الدرجة الأولى ساهم ثلجي في احتلال شباب الحسين المركز الثالث عشر قبل الأخير برصيد 15 نقطة بفارق نقطة واحدة عن منطقة الأمان وبالتالي هبط إلى الدرجة الثانية. في بطولة كأس الأردن خرج من المباراة الأولى بعد خسارته من السرحان بهدف نظيف.
في 1 يوليو 2014 انتقل ثلجي من شباب الحسين إلى الأهلي الأردني الصاعد حديثا إلى الدرجة الممتازة. في موسمه الأول 2014-2015 وفي بطولة الدوري الأردني 2014–15 ساهم جابر في احتلال الأهلي المركز الخامس برصيد 30 نقطة وبالتالي تثبيت أقدامه بين الكبار. وفي بطولة كأس الأردن 2014–15 ساهم جابر في وصول الأهلي إلى الدور الربع النهائي حيث خسر من الرمثا 2-3 في مجموع المباراتين.
في موسمه الثاني 2015-2016 وفي بطولة الدوري الأردني 2015–16 ساهم ثلجي في تثبيت الأهلي في مصاف الكبار عندما احتل فريقه المركز الثالث برصيد 35 نقطة بفارق 3 نقاط عن البطل الوحدات. وفي بطولة كأس الأردن 2015–16 ساهم ثلجي بهدف واحد في تتويج الأهلي بالبطولة بعدما تغلب في المباراة النهائية على شباب الأردن 1-0 وبالتالي حقق ثلجي أولى بطولاته الشخصية. يذكر أن ثلجي سجل هدف في الدور الربع النهائي.
في موسمه الثالث 2016-2017 وفي بطولة كأس السوبر الأردنية ساهم ثلجي في تتويج الأهلي بالبطولة بعدما تغلب على الوحدات 2-1 حيث سجل ثلجي هدف الفوز في الدقيقة 78 وبالتالي يحقق ثلجي ثاني بطولاته الشخصية. وفي بطولة كأس الأردن 2016–17 اكتفى الأهلي باحتلال المركز الثاني في المجموعة الأولى برصيد 5 نقاط وبالتالي فشل في التأهل إلى الدور النصف النهائي. وفي بطولة درع الاتحاد الأردني اكتفى مجددا الأهلي باحتلال المركز الرابع في المجموعة الثانية برصيد 6 نقاط وبالتالي الفشل في التأهل إلى الدور النصف النهائي. وفي بطولة كأس الاتحاد الآسيوي 2017 اكتفى الأهلي باحتلال المركز الثالث في المجموعة الأولى برصيد 6 نقاط بفارق 3 نقاط عن الجيش السوري وبالتالي الخروج من منافسات البطولة.
في موسمه الرابع والأخير 2017-2018 فإن ثلجي خاض نصف موسم مع الأهلي. في بطولة الدوري الأردني للمحترفين 2017–18 ساهم في جمع الأهلي 10 نقاط من 10 مباريات. وفي بطولة درع الاتحاد الأردني اكتفى الأهلي باحتلال المركز الثالث في المجموعة الثالثة برصيد 3 نقاط وبالتالي الفشل في التأهل إلى الدور النصف النهائي. في بطولة كأس الأردن وفي دور المجموعات وبعد مساهمته في الفوز في المباراة الأولى على البقعة 2-0 فإنه خاض آخر مباراة له بقميص الأهلي عندما خسر من الفيصلي 3-4 حيث طرد في هذه المباراة في الدقيقة 85.
في 1 ديسمبر 2017 انتقل ثلجي من الأهلي إلى الوحدات مقابل 100 ألف دينار أردني (حوالي 141 ألف دولار أمريكي). في موسمه الأول مع الوحدات 2017-2018 في بطولة كأس الأردن لم يترك ثلجي أي أثر في الوحدات عندما خسر من الرمثا 2-3 في الدور النصف النهائي وبالتالي الخروج من البطولة. في بطولة الدوري ساهم ثلجي في تتويج الوحدات بالبطولة بعدما تصدر الترتيب برصيد 53 نقطة بفارق 12 نقطة عن وصيفه الجزيرة. واحتل ثلجي وصافة لائحة الهدافين بمجموع 12 هدف (8 أهداف مع الوحدات و4 أهداف مع الأهلي).
في موسمه الثاني 2018-2019 وفي بطولة كأس السوبر الأردنية ساهم ثلجي في تتويج الوحدات بالبطولة بعدما تغلب على الجزيرة 2-1 ليتوج ثلجي برابع بطولاته الشخصية. وفي بطولة الدوري الأردني للمحترفين 2018–19 فقد الوحدات لقبه بعدما احتل المركز الثالث برصيد 43 نقطة بفارق 7 نقاط عن البطل الفيصلي. لم يسجل ثلجي سوى هدفين. وفي بطولة كأس الأردن ساهم ثلجي في وصول الوحدات إلى الدور النصف النهائي حيث خسر من الرمثا 2-4. في بطولة دوري أبطال آسيا 2019 خسر الوحدات من الكويت الكويتي 2-3 في الدور التمهيدي الأول لينتقل إلى اللعب في بطولة كأس الاتحاد الآسيوي 2019 حيث ساهم في وصول الوحدات إلى الدور الربع النهائي حيث خسر من العهد اللبناني 0-1 في مجموع المباراتين.
في 19 أغسطس 2019 أعلن الشرطة العراقي أنه قرر إلغاء التعاقد مع ثلجي بسبب تأخره في السفر إلى العراق. في موسمه الثالث 2020 وفي بدايته ساهم ثلجي في تتويج الوحدات ببطولة درع الاتحاد الأردني بعدما فاز في المباراة النهائية على الرمثا 2-1. ثم ساهم ثلجي في تتويج الوحدات بطلا للدوري الممتاز عندما تصدر الترتيب برصيد 56 نقطة بفارق 12 نقطة عن وصيفه الجزيرة وبالتالي يحقق ثلجي سادس بطولاته الشخصية.
في 22 ديسمبر 2020 أعلن الوحدات عن قرار تأديبي بإيقاف ثلجي عن المشاركة في المباريات بسبب عدم التزامه بالتدريبات. في موسمه الرابع والأخير مع الوحدات 2021 فقد الوحدات بطولة درع الاتحاد الأردني بعد خسارته في المباراة النهائية من الجليل بركلات الترجيح. صرح ثلجي بأنه يفكر في اتخاذ قرار باعتزال اللعب وذلك لأسباب خاصة. وتم فسخ عقد ثلجي مع الوحدات بالتراضي مباشرة بعد نهاية البطولة السابقة في 30 مارس 2021.
في 3 أبريل 2021 انتقل ثلجي في صفقة انتقال حر إلى السحاب الأردني كلاعب هاو. خلال الأربعة شهور التي قضاها في السحاب ساهم ثلجي في جمع السحاب 7 نقاط فقط في 11 مباراة.
في 1 أغسطس 2021 انتقل ثلجي من السحاب إلى الأهلي البحريني في الدوري الممتاز لمدة موسم واحد. في 28 نوفمبر 2021 تم فسخ العقد بين الطرفين.

### المنتخبات
في 5 يونيو 2016 لعب ثلجي أول مباراة دولية له مع الأردن وكانت أمام تايلند وديا وانتهت بخسارة الأردن 0-2. شارك ثلجي في مباراتين رسميتين فقط مع الأردن وكانتا في تصفيات كأس آسيا 2019 – المرحلة الثالثة.
استبعد ثلجي من قائمة الأردن المشارك في بطولة كأس آسيا 2019 بسبب الإصابة.

## الإحصائيات

### الأندية
| النادي         | الموسم         | الدوري         | الدوري  | الدوري  | الكأس الوطني | الكأس الوطني | كأس الدوري | كأس الدوري | أخرى    | أخرى    | المجموع | المجموع |
| النادي         | الموسم         | الدرجة         | مباريات | الأهداف | مباريات      | الأهداف      | مباريات    | الأهداف    | مباريات | الأهداف | مباريات | الأهداف |
| -------------- | -------------- | -------------- | ------- | ------- | ------------ | ------------ | ---------- | ---------- | ------- | ------- | ------- | ------- |
| الأهلي         | 2021           | الدوري الممتاز | 4       | 0       | 0            | 0            | 0          | 0          | 0       | 0       | 4       | 0       |
| الإجمالي الكلي | الإجمالي الكلي | الإجمالي الكلي | 4       | 0       | 0            | 0            | 0          | 0          | 0       | 0       | 4       | 0       |

## الألقاب والإنجازات

### الأندية
- الأهلي
  - كأس الأردن (1): 2015-16
  - كأس السوبر الأردنية (1): 2016
- الوحدات
  - الدوري الأردني للمحترفين (2): 2017-18 - 2020
  - كأس السوبر الأردنية (1): 2018
  - درع الاتحاد الأردني (1): 2020